# Wereldkampioenschap basketbal mannen 1959
In 1959 werd voor de derde keer het wereldkampioenschap basketbal gehouden. Dertien landen die ingeschreven waren bij de FIBA, namen deel aan het toernooi dat gehouden werd in januari 1959 te Santiago, Chili. Het basketbalteam van Brazilië werd de uiteindelijke winnaar van het toernooi.

## Eindklassering
| #      | Land                          |
| ------ | ----------------------------- |
| Goud   | Brazilië                      |
| Zilver | Verenigde Staten              |
| Brons  | Chili                         |
| 4      | Taiwan                        |
| 5      | Puerto Rico                   |
| 6      | Sovjet-Unie                   |
| 7      | Bulgarije                     |
| 8      | Filipijnen                    |
| 9      | Uruguay                       |
| 10     | Argentinië                    |
| 11     | Verenigde Arabische Republiek |
| 12     | Canada                        |
| 13     | Mexico                        |

| WK basketbal 1959 winnaar |
| ------------------------- |
| Brazilië Eerste titel     |

## Individuele prijzen

### MVP (Meest Waardevolle Speler)
- Amaury Pasos

### All-Star Team
- Juan "Pachín" Vicéns
- Amaury Pasos
- Wlamir Marques
- Atanas Atanasov
- Jānis Krūmiņš